# Thingplatz (Thingbewegung)

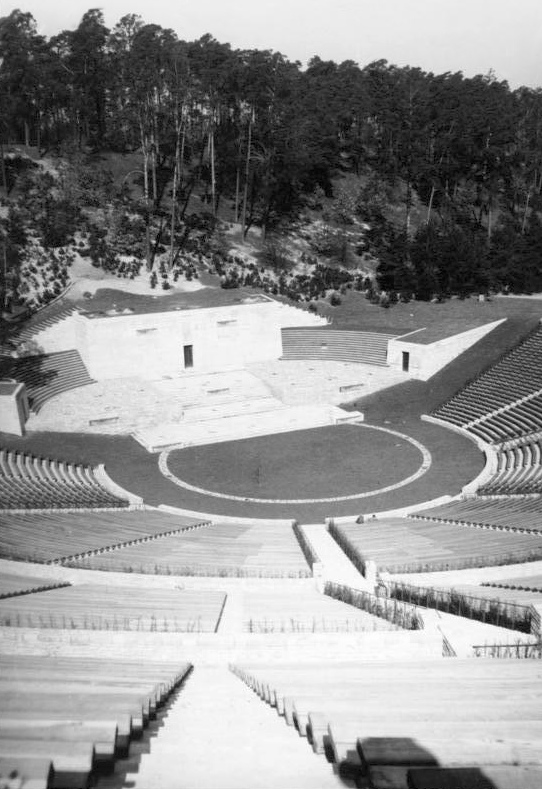
Dietrich-Eckart-Freilichtbühne, Berlin 1939

Als Thingplätze oder Thingstätten werden Freilichttheater bezeichnet, die zwischen 1933 und 1935 für die Thingspiele im Rahmen der Thingbewegung in der Zeit des Nationalsozialismus errichtet und später auch für politische Kundgebungen verwendet wurden.

## Absicht und Gestaltung

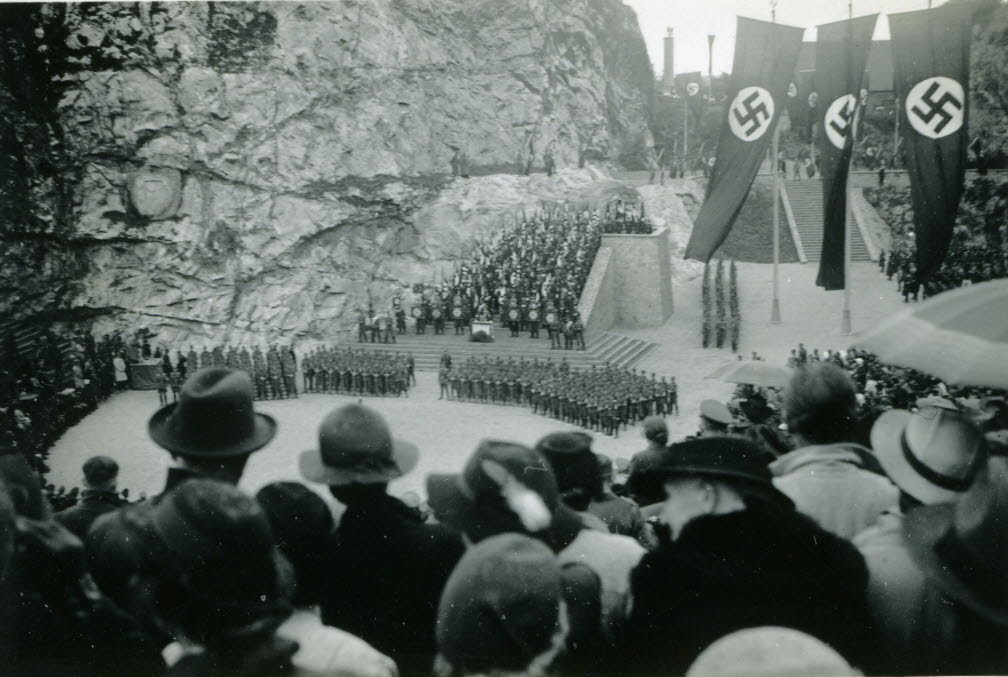
Feierlichkeiten bei der Segeberger Höhle in Bad Segeberg (um 1937)

Thingspiele sollten hauptsächlich ein emotionales und ethisches Aufgehen des Einzelnen in Heimat und Volksgemeinschaft erleben lassen. Deswegen wurden als Thingstätten vor allem landschaftlich beeindruckende Plätze gewählt: stimmungsträchtige Partien umgeben von Wäldern, an Gewässern, in Hügel oder natürliche Felsen eingebettet, an Ruinen oder anderen Spuren der örtlichen Geschichte. Thingspiele waren chorische Massentheaterstücke mit vielen Statisten, was Platz erforderte. Typisch waren die runde, einem Amphitheater ähnelnde Form und Zu- und Abgänge durch den Bühnenraum, über die die Akteure an den Zuschauern vorbei zur Bühne kamen. Die Architektur sollte den „Spielraum für ein kollektives Auftreten schaffen und die räumliche Trennung von Schauspielenden und Publikum aufheben.“
Geplant waren zwischen 200 und 400 Thingstätten; fertiggestellt wurden nur etwa 40, 50 oder 60. Sie waren zeitweise eines der größten architektonischen Bauprojekte der NS-Zeit und das größte Freilichttheater-Bauprogramm seit der Antike.
Die gezeigten Stücke kamen nicht an und die Bauvorhaben stockten; bei der örtlichen Bevölkerung und auch innerhalb der NSDAP setzte sich der beabsichtigte Thing-Kult nicht durch. Joseph Goebbels verbot im Herbst 1935 den Begriff Thing. Von da an hießen sie Feierstätte, Weihestätte oder Freilichtbühne. Ein Teil der Bauvorhaben wurde nach 1935 fertiggestellt bzw. eingeweiht.
Nur wenige Thingstätten werden noch genutzt; sie dienen als Freilichtbühnen oder für Musikveranstaltungen. In der Öffentlichkeit ist ihre ursprüngliche Verwendung oft wenig bekannt.

## Architekten von Thingstätten
- Fritz Schaller, maßgeblicher Entwerfer von Thingplätzen
- Hermann Alker, Architekt der Thingstätte (Heidelberg) und Entwurf einer Thingstätte für Karlsruhe
- Georg Buchner, Architekt der Thingstätte an der Theresienwiese (zusammen mit German Bestelmeyer)
- Wilhelm Hübotter, Thingstätte Sachsenhain zugeschrieben
- Wilhelm Jost, Thingstätte (Halle (Saale))
- Werner March, Architekt der Dietrich-Eckart-Freilichtbühne, Berlin
- Ludwig Moshamer, Architekt von Thingstätten, unter anderem in Freyburg (Unstrut), Halle (Saale), Passau, Bad Schmiedeberg und Jülich, 1934–1938
- Walter Tießler, Thingstätte (Halle (Saale))
- Robert Tischler, Landschaftsarchitekt, Architekt der Feierstätte der Schlesier in Oberschlesien, von 1926 bis 1959 Chefarchitekt des Volksbund Deutsche Kriegsgräberfürsorge

## Liste von Thingstätten
| Ort                    | Thingplatz | Koordinaten                  | Bild |
| ---------------------- | --- | ---------------------------- | ---- |
| Bad Segeberg           | Kalkbergstadion, heute die Bühne der Karl-May-Spiele Bad Segeberg | 53° 56′ 8″ N, 10° 19′ 4″ O   |      |
| Bergen auf Rügen       | auf dem Rugard | 54° 25′ 24″ N, 13° 26′ 49″ O |      |
| Berlin                 | als Dietrich-Eckart-Freilichtbühne 1936 eingeweiht, Teil des Reichssportfeldes für die Olympischen Sommerspiele 1936, heute Berliner Waldbühne                                                     | 52° 30′ 57″ N, 13° 13′ 45″ O |      |
| Berlin                 | 1936 eingeweiht. Heute Freiluftkino im Volkspark Rehberge | 52° 33′ 18″ N, 13° 19′ 49″ O |      |
| Borna                  | Volksplatz Borna, restaurierte Anlage | 51° 7′ 39″ N, 12° 29′ 53″ O  |      |
| Braunschweig           | am Nußberg: Thingstätte (Braunschweig), heute verfallen | 52° 16′ 14″ N, 10° 33′ 21″ O |      |
| Eichstätt              | auf einer Anhöhe nördlich von Eichstätt mit Blick auf die Willibaldsburg, heute trotz der natürlichen Einflüsse noch gut zu erkennen                                                               | 48° 54′ 9″ N, 11° 9′ 41″ O   |      |
| Ganderkesee            | NS-Kultstätte im Rahmen der Thingbewegung, heute Freilichtbühne Stedingsehre | 53° 5′ 54″ N, 8° 31′ 27″ O   |      |
| Halle (Saale)          | Thingstätte (Halle (Saale)), „erste Thingstätte des Reiches“ in den Brandbergen, eingeweiht am 5. Juni 1934                                                                                        | 51° 30′ 23″ N, 11° 55′ 47″ O |      |
| Hameln                 | „Reichsthingplatz“ auf dem Bückeberg, Ort des „Reichserntedankfestes“ | 52° 3′ 17″ N, 9° 24′ 8″ O    |      |
| Heidelberg             | Thingstätte (Heidelberg) - am 22. Juni 1935 nach Plänen von Hermann Alker unter dem Namen „Feierstätte Heiligenberg“ von Joseph Goebbels eröffnet. 56 Zuschauerreihen, 25 Meter ansteigend.        | 49° 25′ 24″ N, 8° 42′ 23″ O  |      |
| Herchen                | Thingplatz (Herchen) | 50° 46′ 50″ N, 7° 30′ 26″ O  |      |
| Holzminden             | weitgehend erhaltener Thingplatz im Stadtpark, heute Grill- und Spielplatz | 51° 48′ 36″ N, 9° 27′ 15″ O  |      |
| Jülich                 | ehem. Thingplatz im Brückenkopf Jülich, von dem einige Teile erhalten blieben, so z. B. die Fundamente der ehemaligen Bühne zwischen Mittel- und Zoobastion bis zur Oberfläche des Festungsgrabens | 50° 55′ 15″ N, 6° 21′ 1″ O   |      |
| Kamenz                 | Thingplatz auf dem Hutberg, heute „Hutbergbühne“, erhalten blieben auch Stümpfe der fünf ehemaligen Säulen                                                                                         | 51° 16′ 15″ N, 14° 4′ 45″ O  |      |
| Koblenz                | Vorplatz des Kurfürstlichen Schlosses (im Zweiten Weltkrieg zerstört), die Bäume an den Seiten der ehemaligen Eingangspylone blieben erhalten                                                      | 50° 21′ 22″ N, 7° 35′ 59″ O  |      |
| Northeim               | Freilichtbühne Gesundbrunnen, heute „Waldbühne“ | 51° 42′ 11″ N, 10° 1′ 30″ O  |      |
| Passau                 | an der Veste Oberhaus | 48° 34′ 43″ N, 13° 28′ 6″ O  |      |
| Rathen                 | Felsenbühne Rathen | 50° 57′ 49″ N, 14° 4′ 29″ O  |      |
| Rostock                | Barnstorfer Wald am heutigen „Platz der Jugend“ (weitgehend umgestaltet, u. a. zum Spielplatz) | 54° 4′ 56″ N, 12° 5′ 57″ O   |      |
| Sankt Annaberg (Polen) | Feierstätte der Schlesier | 50° 27′ 19″ N, 18° 9′ 36″ O  |      |
| Sankt Goarshausen      | heutige Freilichtbühne Loreley, 1934–1939 erbaut, heute genutzt für Rock-u. Popkonzerte | 50° 8′ 33″ N, 7° 43′ 53″ O   |      |
| Schleiden              | in der Ordensburg Vogelsang | 50° 35′ 17″ N, 6° 26′ 52″ O  |      |
| Schwarzenberg          | „Grenzlandfeierstätte Erzgebirge“, heutige Waldbühne Schwarzenberg | 50° 31′ 53″ N, 12° 46′ 50″ O |      |
| Tecklenburg            | Umbau der Tecklenburg zur NS-Thingstätte, heute Freilichtspiele Tecklenburg | 52° 13′ 11″ N, 7° 48′ 35″ O  |      |
| Verden (Aller)         | Thingstätte Sachsenhain | 52° 56′ 44″ N, 9° 13′ 30″ O  |      |
| Wattenscheid           | 1936 angelegt, heute Freilichtbühne Wattenscheid | 51° 29′ 9″ N, 7° 8′ 28″ O    |      |
| Wittstock/Dosse        | Thingplatz Kuhlmühle, Zustand unklar | ?                            |      |